# Станимира Петрова
Станимира Николаева Петрова е българска боксьорка (световна и европейска шампионка в категория до 54 кг) и таекуондистка. Участничка на Летните олимпийски игри в Рио де Жанейро (2016), Токио (2020), Париж (2024). Спортист номер 1 на град Добрич за 2022 и 2023 г. като част от Боксов клуб „Добруджа“. От 2024 г. се състезава за Боксов клуб „Борис Георгиев – Моката“ Добрич с личен треньор олимпийския шампион Петър Лесов.

## Спортна кариера
Станимира Петрова започва да тренира и да се състезава като таекуондистка през 1998 г. За 15 години кариера постига много успехи на национални и международни първенства.
През 2012 г. е приета да учи в Националната спортна академия в София. Там започва с бокс като избираем допълнителен предмет. След недълги тренировки се оказва, че показва изключителен талант в бокса. За показаните успехи допринасят 15-годишните ѝ занимания с таекуондо и вече придобитата солидна физическа подготовка. От онова време неин треньор е успешният боксьор Александър Христов.
На световното първенство през 2014 г. в Чеджу, Южна Корея, става световен шампион в категория до 54 кг.

## Успехи
Световно първенство
- , категория до 54 кг – 2014

Европейско първенство:
- , категория до 54 кг – 2016
- , категория до 57 кг – 2018
- , категория до 57 кг – 2019[3]
- , категория до 54 кг – 2022
- Носител на купа „Странджа“.

Европейски игри
- , категория до 57 кг – 2019, Минск (Беларус)
- , категория до 54 кг – 2023, Краков (Полша)

## Признание
Станимира Петрова е обявена за „Почетен гражданин на Асеновград“ (2014).